# Philodromus mysticus
Philodromus mysticus este o specie de păianjeni din genul Philodromus, familia Philodromidae, descrisă de Charles Denton Dondale și Redner, 1975. Conform Catalogue of Life specia Philodromus mysticus nu are subspecii cunoscute.